# Psicologia de menjar carn
La psicologia de menjar carn és una àrea d'estudi complexa que il·lustra la confluència de la moral, les emocions, la cognició i les característiques de la personalitat. La investigació sobre els factors psicològics i culturals del consum de carn suggereix correlacions amb la masculinitat, el suport als valors jeràrquics i la reducció de l'obertura a l'experiència. Com que el fet de menjar carn es practica àmpliament, però de vegades s'associa amb l'ambivalència, s'ha utilitzat com a estudi de cas en psicologia moral per il·lustrar les teories de la dissonància cognitiva i la desvinculació moral . La investigació sobre la psicologia del consumidor de carn és rellevant tant per al màrqueting de la indústria càrnia com per als defensors de la reducció del consum de carn.

## Psicologia del consumidor
La carn és un aliment humà important i molt preferent. Les actituds dels individus cap a la carn són d'interès per als psicòlegs del consumidor, per a la indústria càrnia i per als defensors de la reducció del consum de carn. Aquestes actituds es poden veure afectades per qüestions de preu, salut, gust i ètica. La percepció de la carn amb relació a aquests temes afecta el consum de carn.
La carn és tradicionalment un aliment d'alt estatus. Pot estar associat a tradicions culturals i té fortes associacions positives a la major part del món. No obstant això, de vegades té una imatge negativa entre els consumidors, en part per les seves associacions amb la matança, la mort i la sang. Mantenir aquestes associacions amb més força pot disminuir la sensació de plaer per menjar carn i augmentar el fàstic, provocant una reducció del consum de carn. A Occident, s'ha trobat que aquests efectes són especialment certs entre les dones joves. Les associacions negatives només poden provocar que els consumidors facin que la carn sigui menys notòria a les seves dietes en lloc de reduir-la o eliminar-la, per exemple, fent de la carn un ingredient en un plat més processat. S'ha suggerit que això és el resultat d'una desconnexió entre els rols dels individus com a consumidors i com a ciutadans.
S'ha demostrat que les actituds implícites cap a la carn varien significativament entre els omnívors i els vegetarians, i els omnívors tenen opinions molt més positives. Els vegetarians poden expressar repulsió o nostàlgia davant la idea de menjar carn.
El comportament del consumidor envers la carn es pot modelar distingint els efectes dels factors intrínsecs (propietats del propi producte físic, com ara el color) i els factors extrínsecs (tota la resta, inclòs el preu i la marca).

### Factors intrínsecs
El gust i la textura es consideren factors importants en l'elecció dels aliments, tot i que pot ser que això no reflecteixi amb precisió el comportament del consumidor. Els consumidors descriuen la carn com "agradable", "tendre" i "gustosa". La gent experimenta el gust i la textura de la carn de maneres molt diferents, amb variacions segons les edats, els gèneres i les cultures. La tendresa és potser el més important de tots els factors que afecten la qualitat de l'alimentació de la carn. Altres factors serien el gust i la suculència.
L'aspecte visual és un dels principals indicadors que fan servir els consumidors per avaluar la qualitat de la carn al punt de venda i per seleccionar les carns. El color és una de les característiques més importants en aquest context. Les diferents tradicions culturals porten als consumidors a preferir colors diferents: alguns països prefereixen carn de porc relativament fosca en general, alguns clars i alguns no tenen una preferència clara.
El contingut de greix visible i el marbre també són indicis de qualitat intrínseca importants. El conjunt dels consumidors tendeix a preferir la carn de vedella i porc més magra, tot i que hi ha variacions importants entre les regions geogràfiques. El marbrejat és important per a alguns consumidors, però no per a altres, i, pel que fa al contingut de greix en general, la preferència pel marbrejat varia segons la regió.

### Factors extrínsecs
El preu és un factor extrínsec important que pot afectar les eleccions dels consumidors sobre la carn. Les preocupacions sobre els preus poden induir els consumidors a triar entre diferents carns o evitar la carn del tot.
Els problemes de salut també són rellevants per a les opcions dels consumidors sobre la carn. El risc percebut de infecció dels aliments pot afectar les actituds dels consumidors cap a la carn, tant pels ensurts relacionats amb la carn, com els associats a la malaltia de les vaques boges o la grip aviària. Les retirades de productes relacionades amb la seguretat poden afectar la demanda de carn. Les persones poden reduir o eliminar la carn de la seva dieta per obtenir beneficis per a la salut. Les consideracions de salut poden motivar tant les persones que mengen carn com els vegetarians. Les dietes sense carn en adolescents poden ser una manera d'ocultar els trastorns de l'alimentació, encara que el vegetarianisme no necessàriament augmenta el risc de patir trastorns alimentaris.
Els estudis suggereixen que els consumidors sovint prefereixen les carns l'origen de les quals es troba al seu propi país als productes importats, en part a causa del fet que les carns domèstiques es perceben de millor qualitat. Aquest efecte també pot reflectir l'etnocentrisme o el patriotisme dels consumidors. La importància del país d'origen de la carn varia d'un país a un altre.
Les creences i actituds sobre les preocupacions ambientals i de benestar animal poden afectar el consum de carn. Els consumidors del món desenvolupat poden estar disposats a pagar una mica més per la carn produïda d'acord amb estàndards més alts de benestar animal, tot i que les preocupacions pel benestar i el medi ambient solen considerar-se menys importants que els atributs més directament relacionats amb la qualitat de la carn, com ara l'aparença. Un estudi de 2001 a Escòcia va trobar que, tot i que els participants es preocupaven pel benestar animal en general, consideraven el preu i l'aparença més importants que el benestar quan compraven carn. Un estudi de consumidors holandesos va demostrar que les respostes racionals i emocionals a les preocupacions ambientals i altres afectaven la compra de carn ecològica.
Els patrons de consum de carn també poden estar influenciats per la família, els amics i les tradicions dels individus. Un estudi dels patrons alimentaris britànics va trobar que la carn sovint s'associava amb tradicions alimentàries positives, com ara el rostit del diumenge. Alguns consumidors només compren carn d'acord amb les prescripcions religioses, com ara la carn halal. S'ha demostrat que la confiança d'aquests consumidors en les organitzacions de garantia de qualitat i les relacions individuals amb els proveïdors de carn afecten significativament el seu comportament de compra.
S'espera que les tendències recents en la ramaderia, com la biotecnologia, l'agricultura industrial i la cria d'animals per a un creixement més ràpid, tinguin un efecte continuat en l'evolució de les actituds dels consumidors cap a la carn.

## Paradoxa de la carn
Una qüestió investigada en la psicologia de menjar carn s'ha anomenat la paradoxa de la carn: com poden els individus preocupar-se pels animals, però també menjar-se'ls? La dissonància interna es pot crear si les creences i emocions de les persones sobre el tractament amb animals no coincideixen amb el seu comportament alimentari, tot i que no sempre es percebi subjectivament com un conflicte. Aquest conflicte aparent associat a una pràctica dietètica gairebé universal proporciona un estudi de cas útil per investigar com les persones poden canviar el seu pensament moral per minimitzar el malestar associat als conflictes ètics.
La dissonància que sorgeix de la paradoxa de la carn genera un estat interpersonal negatiu, que després motiva l'individu a trobar els mitjans per pal·liar-lo. Estudis recents en aquesta àrea suggereixen que les persones poden facilitar les seves pràctiques de menjar carn atribuint una intel·ligència i una capacitat de patiment inferiors als animals de la carn, considerant aquests animals com a més diferents dels humans, preocupant-se menys pel benestar animal i la desigualtat social, i dissociant els productes carnis dels animals dels quals provenen.

### Percepcions dels animals de carn
Els conflictes ètics sorgeixen quan es mengen animals si es considera que tenen un estatus moral. Les percepcions de l'estatus moral dels animals varien molt, però estan determinades en part per la percepció dels animals que tenen ments conscients i poden experimentar dolor, i la seva similitud percebuda amb els humans. Alguns psicòlegs socials plantegen la hipòtesi que els consumidors de carn poden reduir el malestar associat a la paradoxa de la carn minimitzant la seva percepció d'aquestes qualitats moralment rellevants en animals, particularment animals que consideren aliment, i diversos estudis recents donen suport a aquesta hipòtesi. Es va trobar, per exemple, que simplement en classificar-se dins del grup d'animals d'alimentació, a un animal se li atribueixen immediatament menys drets morals.
Un estudi del 2010 va assignar aleatòriament als estudiants universitaris que mengessin charqui de vedella o anacards, i després van jutjar la importància moral i les habilitats cognitives d'una varietat d'animals. En comparació amb els estudiants als quals se'ls donava anacards, els que menjaven charqui de vedella van expressar menys preocupació moral pels animals i van assignar a les vaques una capacitat disminuïda per tenir estats mentals que impliquen la capacitat de patir.
Estudis posteriors van descobrir de manera similar que les persones tenien més tendència a creure que era apropiat matar animals per menjar quan percebien que els animals tenien capacitats mentals disminuïdes,  una troballa replicada en testos dels EUA, Canadà, Hong Kong i l'Índia; que, per contra, van percebre els animals desconeguts com a menys capacitats mentalment quan els van dir que s'utilitzaven com a aliment;  i, de nou, menjar carn va fer que els participants atribuïssin menys habilitats mentals als animals tant a curt com a llarg termini. Un altre estudi va demostrar que la cria d'animals per a la matança va portar a un menor reconeixement dels estats mentals de les vaques i les ovelles per a aquells que menjaven carn.
Una anàlisi de 2014 va suggerir que aquests fenòmens es podrien explicar com un conjunt de tècniques de reducció de la dissonància utilitzades per reduir les emocions negatives associades a la paradoxa de la carn, però va assenyalar que l'existència d'aquestes emocions no s'havia demostrat.  Una anàlisi de 2016 va fer una analogia entre la paradoxa de la carn i l'objectivació sexual, i va escriure que ambdues pràctiques impliquen canviar estratègicament les percepcions dels altres quan es pensen en ells com a "recursos" potencials (és a dir, per a la carn o el sexe), i es van citar estudis recents que suggereixen que l'objectivació sexual de les persones provoca una reducció de la seva humanitat percebuda i la seva importància moral. 

### Dissociació i evasió
Diverses estratègies proposades per resoldre la paradoxa de la carn dissocien la carn com a producte alimentari dels animals que la produeixen, o s'allunyen psicològicament dels processos de producció de carn. Tot i que recentment la preocupació pel benestar animal ha augmentat en diversos països, la tendència a dissociar la carn dels seus orígens animals ha tendit a evitar que aquestes preocupacions influeixin en el comportament dels consumidors.
A la gent de moltes cultures no els agrada que se'ls recordi la connexió entre els animals i la carn, i tendeixen a "desanimalitzar" la carn quan cal per reduir els sentiments de culpa o fàstic.   La carn als països occidentals s'envasa i se serveix sovint per minimitzar la seva semblança amb els animals vius, sense ulls, cares ni cues, i la quota de mercat d'aquests productes ha augmentat en les últimes dècades;  tanmateix, la carn en moltes altres cultures es ven amb aquestes parts del cos. 
Alguns autors han suggerit que l'ús de paraules no animals com "llom" i " hamburguesa" per a la carn pot reduir la importància dels orígens de la carn en els animals i, al seu torn, reduir el consum percebut dels animals. De la mateixa manera, els agricultors i caçadors utilitzen termes com "processament" i "gestió" en lloc de "matar", eufemismes que es poden interpretar com una manera de proporcionar distància psicològica i facilitar l'ús dels animals. 
La importància dels processos de dissociació va ser recolzada per un estudi noruec del 2016 que, en una sèrie d'experiments, va provar directament els efectes de fer més destacats els animals vius.
A més de la dissociació, les persones que experimenten molèsties relacionades amb la paradoxa de la carn poden simplement evitar la confrontació del problema. Els mecanismes de socialització cultural també poden dissuadir la gent de pensar que les seves opcions alimentàries són perjudicials; per exemple, els llibres per a nens i els anuncis de carn solen retratar els animals de granja amb vides felices, o fins i tot desitjant ser menjats. La compartimentació d'animals en diferents categories (com ara mascotes, plagues, depredadors i animals d'alimentació) pot ajudar a evitar la dissonància associada amb el tractament diferenciat de diferents espècies. 

### Actituds a favor de la carn
Els conflictes ètics entre gaudir de la carn i cuidar els animals poden ser menys problemàtics mantenint actituds positives cap a la carn. Les persones que pensen que la carn és segura, nutritiva i sostenible tendeixen a experimentar menys ambivalència a l'hora de menjar-la. La creença religiosa en el domini donat per Déu sobre els animals també pot justificar menjar carn.
Una sèrie d'estudis publicats el 2015 van demanar als estudiants universitaris nord-americans i australians que mengen carn "enumerar tres raons per les quals creus que està bé menjar carn". Més del 90% dels participants van oferir raons que els investigadors van classificar entre les " quatre N ":
- Apel·la a l'evolució humana o al carnivorisme a la natura ("natural")
- Apel·la a normes socials o històriques ("normal")
- Apel·la a les necessitats nutritives o ambientals ("necessari")
- Apel·la al gust de la carn ("bo")

Els investigadors van trobar que aquestes justificacions eren efectives per reduir la tensió moral associada a la paradoxa de la carn.

## Característiques de la personalitat
Els estudis en psicologia dels trets de personalitat han suggerit que els valors i les actituds dels individus afecten la freqüència i la comoditat amb què mengen carn.
En diversos estudis s'ha trobat que els que valoren més el poder mengen més carn, mentre que els que prefereixen els valors d'autotranscendència tendeixen a menjar-ne menys. Concretament, els estudis han trobat que el tret de personalitat de l'obertura a l'experiència es correlaciona negativament amb el consum de carn, i que els vegetarians i els piscitarians tenen personalitats més obertes.
Altres investigacions han indicat que el consum de carn es correlaciona amb el suport als valors de la jerarquia i la desigualtat.> S'ha descobert en alguns estudis que aquells amb una orientació de domini social, que donen més suport a la desigualtat i les estructures jeràrquiques, mengen més carn; s'ha suggerit que això és coherent amb la seva preferència en què determinats grups en dominen d'altres (en aquest cas, que els humans dominen els animals). A més, la investigació suggereix que les persones que s'identifiquen com a grans menjadors de carn tenen un major autoritarisme de dreta i una orientació de domini social. Dhont i Hodson (2014) van suggerir que això indica inconscientment la seva acceptació de la tradició cultural i el seu rebuig als moviments inconformistes pels drets dels animals. La investigació també suggereix que els omnívors puntuen més en trets de la tríada fosca (encara que no a nivells patològics) en comparació amb els vegetarians, tot i que les correlacions són baixes, així com limitades a causa del petit nombre de vegetarians/vegans disponibles i també pot ser en gran manera un artefacte de diferències de gènere en el consum de carn (ja que els homes puntuen més alt en els trets de la tríada fosca i també tenen més probabilitats de menjar carn; controlar el gènere tendeix a reduir les correlacions a nivells estadísticament insignificants).
S'ha demostrat que moltes d'aquestes característiques de personalitat es relacionen amb la desconnexió moral del consum de carn. Concretament, els individus amb nivells més alts de desconnexió moral en el consum de carn també tendeixen a mostrar nivells més baixos d'empatia general, experimenten menys reaccions emocionals d'autoavaluació (és a dir, culpa i vergonya) quan es plantegen l'impacte del consum de carn, avalen la discriminació basada en el grup dins dels humans (orientació al domini social) i mostren objectius de domini i suport a la jerarquia dels humans sobre altres espècies (especisme, creences de supremacia humana). A més, també tendeixen a mostrar una propensió general més alta a desvincular-se moralment, a atribuir menys importància als trets morals en com es veuen a si mateixos (identitat moral) i a menjar carn amb més freqüència.
Un estudi detallat de les característiques de la personalitat i la dieta dels nord-americans va caracteritzar les autodescripcions de l'augment dels consumidors de carn com a "pragmàtiques" i "orientades als negocis i a l'acció", després de corregir les diferències de gènere.
La idea que "ets el que menges", relacionada amb supersticions sobre la màgia simpàtica i comuna en moltes cultures, pot crear la percepció que menjar carn confereix atributs de personalitat semblants als animals.
La personalitat es correlaciona tant amb menjar carn com amb evitar-la i també pot variar entre les cultures. Per exemple, a l'Índia, els vegetarians, en relació amb els omnívors, valoren més el seu grup i expressen més respecte per l'autoritat. És més probable que estiguin motivats per preocupacions sobre la contaminació, la puresa i la tradició. Això contrasta amb els Estats Units, on els vegetarians estan motivats per evitar menjar carn per l'universalisme i les preocupacions pel benestar animal.

## Masculinitat
En els darrers anys, una quantitat considerable d'investigacions en psicologia social ha investigat la rellevància del consum de carn per a les percepcions de la masculinitat.
Els participants en una sèrie d'estudis del 2012 van qualificar els músculs dels mamífers com el bistec i les hamburgueses com a més "masculins" que altres aliments, i van respondre més ràpidament en una prova d'associació implícita quan les paraules relacionades amb la carn es van emparellar amb noms típicament masculins que amb noms femenins. Un estudi canadenc de 2011 va trobar que tant els omnívors com els vegetarians percebien els vegetarians com a menys masculins.
Les associacions culturals entre la carn i la masculinitat es reflecteixen en les actituds i les opcions dels individus. A les societats occidentals, de mitjana, les dones mengen significativament menys carn que els homes i tenen més probabilitats de ser vegetarianes. :p. 148Les dones també són més propenses que els homes a evitar la carn per raons ètiques. Una revisió de 2016 va trobar que els homes alemanys mengen més carn que les dones, relacionant la discrepància amb la constatació que la carn a la cultura occidental té connexions simbòliques amb la força i el poder, que s'associen amb els rols de gènere masculí.
Hi ha estudis que han trobat que els homes la masculinitat dels quals s'havia posat en dubte van optar per menjar més pizza de carn en lloc de pizza de verdures. Aquests resultats indiquen que és possible que les opcions dietètiques influeixin en les percepcions de la masculinitat o feminitat de la persona que menja, amb la carn fortament correlacionada amb la masculinitat percebuda. S'ha suggerit que el consum de carn fa que els homes se sentin més masculins, però encara no és clar si aquest és el cas i com es pot veure afectat pel context social.

## Moralitat
En el transcurs de l'evolució humana, les pressions associades a l'obtenció de carn van requerir que els primers homínids cooperissin en la caça i després en la distribució del botí. En un article de 2003, el psicòleg Matteo Marneli va proposar que aquestes pressions creaven els principis bàsics dels judicis morals humans: simplement, va argumentar, "la carn ens va fer morals".
Diversos estudis han trobat que tant els omnívors com els vegetarians tendeixen a considerar els vegetarians una mica més morals i virtuosos que els omnívors. Els principis ètics són sovint citats entre les raons per deixar de menjar carn. Algunes proves suggereixen que els consumidors de carn poden considerar el vegetarianisme un retret moral implícit i respondre a la defensiva a les idees vegetarianes. Això es deu al fet que les persones tendeixen a considerar-se moralment bones i no els agraden aquells que consideren que amenacen el seu sentit moral de si mateix. Això es deu al fet que la moral és universal i les seves regles s'apliquen a tothom, de manera que els individus que prenen accions motivats per valors morals es veuen com acusant implícitament aquells que ho fan de manera diferent (això s'aplica fins i tot si les diferents motivacions morals poden ser qüestionables). Com que els vegetarians sovint eviten menjar carn a causa dels seus valors morals, els qui mengen carn creuen que implícitament jutgen el propi comportament dels que mengen carn. Així, els que mengen carn responen al que veuen com un atac implícit a la seva posició moral (mentre els vegetarians menyspreen una mica els que mengen carn, els que mengen carn tendeixen a tenir una creença exagerada sobre l'abast d'això).
Un estudi del 2015 va trobar que els omnívors belgues, els semivegetarians (flexitarians) i els vegetarians tenen visions morals fonamentalment diferents sobre les preocupacions pel benestar animal. Tanmateix, es va trobar que els tres grups donaven per igual a organitzacions benèfiques centrades en humans.
Altres investigacions han demostrat com opera la desvinculació moral en la desactivació dels processos d'autoregulació moral quan es considera l'impacte del consum de carn. En particular, un estudi del 2016 va oferir una interpretació de la desvinculació moral com un procés de raonament motivat que es desencadena per l'aversió a la pèrdua i l'evitació de la dissonància.
Les perspectives morals poden tenir una forta influència en el consum de carn, però no són uniformes entre les cultures. A Occident, se sap que les opcions per menjar carn estan associades amb preocupacions morals sobre el benestar animal. En canvi, la psicologia de la dieta en cultures no occidentals ha estat poc estudiada, tot i que existeixen variacions importants d'una regió a una altra; per exemple, aproximadament un terç dels indis són vegetarians. La investigació ha indicat que, en relació amb els vegetarians occidentals, és més probable que els vegetarians indis avalin els valors morals de la puresa, l'autoritat legítima i el respecte pel grup i la tradició.